# Tarauacá
Tarauacá é um município brasileiro localizado no noroeste do estado do Acre. Está distante 381 km da capital do estado, Rio Branco. Sua população, de acordo com estimativas do Instituto Brasileiro de Geografia e Estatística (IBGE), era de 41 976 habitantes em 2018, o que a coloca na posição de 4ª mais populosa de seu estado. Ocupa o terceiro lugar entre os municípios do estado em extensão territorial, com uma área de 15.553,43 km².

## História

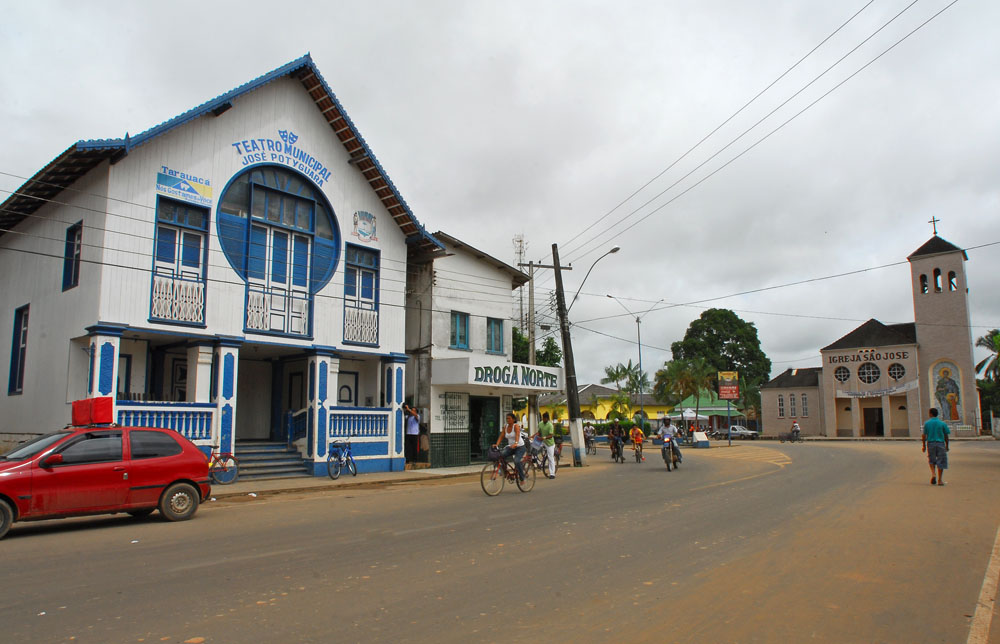
Centro de Tarauacá, no Acre.

Os primeiros habitantes do que um dia se tornaria o município de Tarauacá foram os Iauanauás e os Catuquinas-pano, ambos povos Pano (ou Nawa), que atualmente habitam a Área Indígena Rio Gregório, localizada dentro dos limites do município. 
O município de Tarauacá originou-se do Seringal Foz do Muru, que foi criado na confluência do Rio Tarauacá com o Rio Muru, transformando-se em povoado com o passar do tempo. Fundado em 1º de outubro de 1907, por Antônio Antunes de Alencar, o povoado foi transformado em vila e batizado de "Seabra". Obteve sua autonomia através do Decreto Federal 9 831, de 23 de outubro de 1912, tornando-se, então, município.
Tarauacá é conhecido como "a terra do abacaxi gigante". Esse fruto chega a pesar em torno de 15 kg, fato que provoca grande admiração nos visitantes. A cidade é dotada de razoável infraestrutura turística. Conta com hospedarias, bares, hotéis e restaurantes, onde sempre se encontram pratos à base de peixes nobres da região, dentre outras especialidades.
O município de Tarauacá se tornou famoso no Brasil e no mundo após o programa Globo Repórter exibir uma matéria sobre as "Riquezas Amazônicas" que foi ao ar em 08 de dezembro de 2006. A reportagem mostra que além de produzir uma espécie de abacaxi gigante, também comprova que uma combinação de ervas que só existem na região, é capaz de fazer crescer cabelo em quem tem calvície. Carlos Pinto da Silva, o seringueiro que se virou cientista ao desenvolver o "Shampoo Esperança", diz que jamais revelará o segredo da sua fórmula milagrosa, tão cobiçada pelas indústrias de cosméticos.

## Geografia
Localizada no Vale do Juruá, no oeste acreano, à 381 km de Rio Branco, Tarauacá limita-se ao norte com Ipixuna, Eirunepé e Envira, no Amazonas; ao sul, com o município de Jordão; a leste, com o município de Feijó; a oeste, com os municípios de Cruzeiro do Sul e Porto Walter e, a sudoeste, com o município de Marechal Thaumaturgo.  Área de 16 120,5 km², equivalendo a 10,53% da área total do estado, possuindo, entre os demais municípios, a terceira maior área territorial.
Tarauacá é o segundo município do Acre em concentração de terras indígenas, com  oito áreas, equivalendo a 9,8% deste município. Esses povos vivem em 30 aldeias, com aproximadamente 1 639 pessoas.

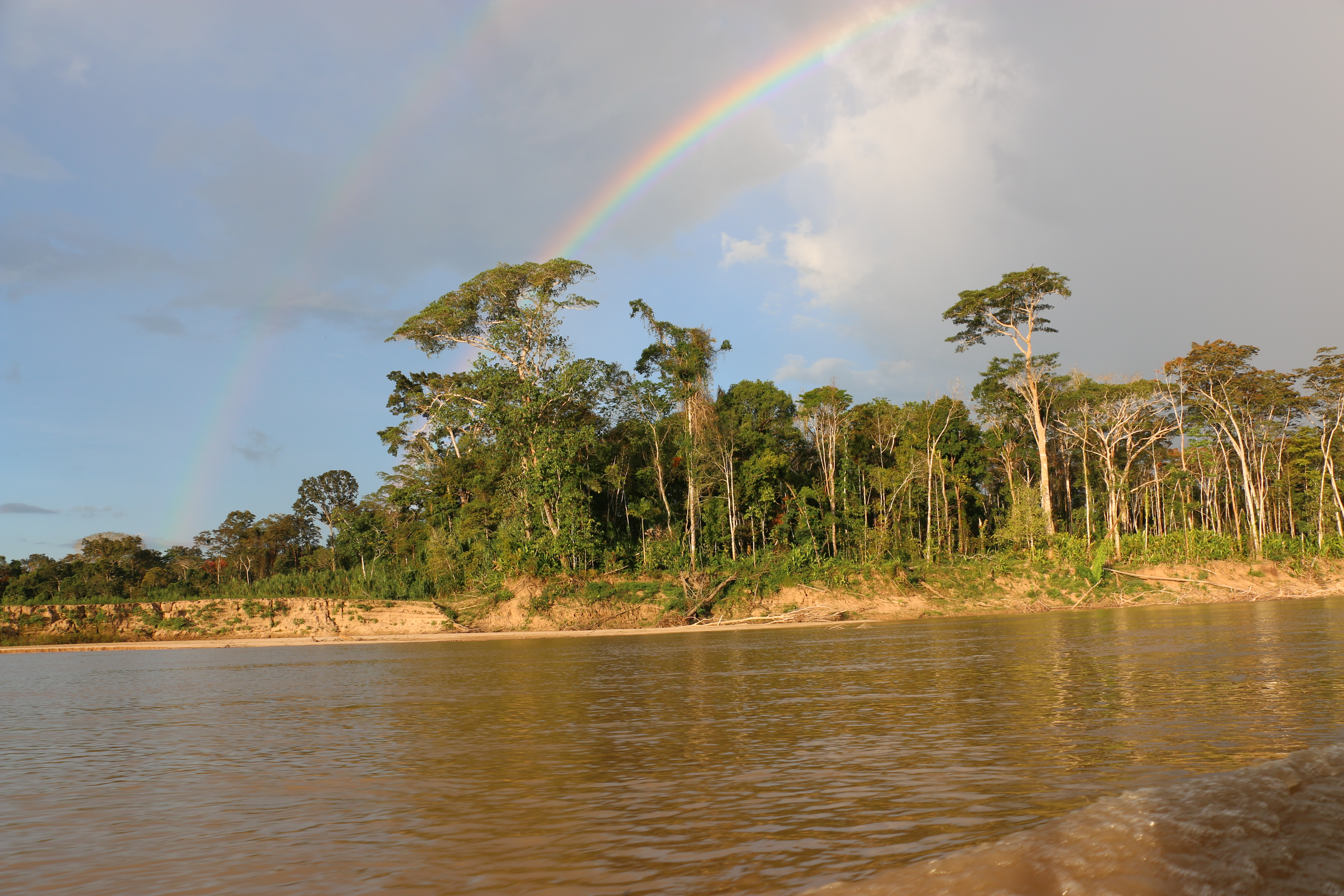
Duplo arco-íris visto próximo à Tarauacá, Acre.

A cidade é banhada pelo Rio Tarauacá, que, no verão, é margeado por quilômetros de praias de areias brancas e finas. O rio serve de opção nos finais de semana à centenas de banhistas, que procuram suas águas no afã de refrescar-se do forte calor da época. De acordo com Earthquake Track é um município com alta incidência de terremotos, mas nos últimos anos nenhum passou da magnitude 6.2, ou seja, são tremores leves e não costumam destruir edificações.
Segundo dados do Instituto Nacional de Meteorologia (INMET), referentes ao período de 1969 a 1990 e a partir de 1993, a menor temperatura registrada em Tarauacá foi de 8 °C em 19 de julho de 1975 e a maior atingiu 39,6 °C em 23 de setembro de 2002. O recorde de maior acumulado de precipitação em 24 horas é de 151 mm em 11 de janeiro de 1982.
| Dados climatológicos para Tarauacá | Dados climatológicos para Tarauacá | Dados climatológicos para Tarauacá | Dados climatológicos para Tarauacá | Dados climatológicos para Tarauacá | Dados climatológicos para Tarauacá | Dados climatológicos para Tarauacá | Dados climatológicos para Tarauacá | Dados climatológicos para Tarauacá | Dados climatológicos para Tarauacá | Dados climatológicos para Tarauacá | Dados climatológicos para Tarauacá | Dados climatológicos para Tarauacá | Dados climatológicos para Tarauacá |
| Mês | Jan                                | Fev                                | Mar                                | Abr                                | Mai                                | Jun                                | Jul                                | Ago                                | Set                                | Out                                | Nov                                | Dez                                | Ano                                |
| --- | ---------------------------------- | ---------------------------------- | ---------------------------------- | ---------------------------------- | ---------------------------------- | ---------------------------------- | ---------------------------------- | ---------------------------------- | ---------------------------------- | ---------------------------------- | ---------------------------------- | ---------------------------------- | ---------------------------------- |
| Temperatura máxima recorde (°C) | 36,4                               | 36,4                               | 37                                 | 36,6                               | 35,6                               | 35,4                               | 37,2                               | 39,2                               | 39,6                               | 39,4                               | 37,2                               | 35,8                               | 39,6                               |
| Temperatura máxima média (°C) | 31,1                               | 31,1                               | 31,3                               | 31,5                               | 30,9                               | 30,8                               | 31,8                               | 32,9                               | 33,2                               | 32,6                               | 31,8                               | 31,3                               | 31,7                               |
| Temperatura média compensada (°C) | 25,8                               | 25,9                               | 26                                 | 25,8                               | 25,2                               | 24,7                               | 24,6                               | 25,5                               | 26                                 | 26,4                               | 26,1                               | 25,9                               | 25,7                               |
| Temperatura mínima média (°C) | 22,5                               | 22,4                               | 22,5                               | 22,2                               | 21,2                               | 20                                 | 19,1                               | 19,5                               | 20,8                               | 22                                 | 22,2                               | 22,5                               | 21,4                               |
| Temperatura mínima recorde (°C) | 18                                 | 17,2                               | 16,6                               | 14                                 | 13,5                               | 10,8                               | 8                                  | 9,7                                | 10,4                               | 13,1                               | 16,1                               | 17,8                               | 8                                  |
| Precipitação (mm) | 316,6                              | 269,5                              | 338,9                              | 202,8                              | 137,3                              | 74,3                               | 47,7                               | 68,9                               | 120,9                              | 181,6                              | 253,4                              | 294,2                              | 2 306,1                            |
| Dias com precipitação (≥ 1 mm) | 20                                 | 18                                 | 20                                 | 15                                 | 13                                 | 8                                  | 5                                  | 6                                  | 8                                  | 14                                 | 15                                 | 19                                 | 161                                |
| Umidade relativa compensada (%) | 87,1                               | 87,4                               | 87,6                               | 86,7                               | 86,3                               | 85,3                               | 82,4                               | 79,6                               | 81,5                               | 84,7                               | 85,9                               | 87                                 | 85,1                               |
| Insolação (h) | 104,2                              | 87,3                               | 96,9                               | 122,6                              | 141,8                              | 155,5                              | 204,6                              | 187                                | 163,3                              | 159,2                              | 129,1                              | 104,7                              | 1 656,2                            |
| Fonte: INMET (precipitação e umidade: normal climatológica de 1991-2020; temperatura e insolação: 1981-2010; recordes de temperatura: 08/06/1969-presente) |                                    |                                    |                                    |                                    |                                    |                                    |                                    |                                    |                                    |                                    |                                    |                                    |                                    |

### Demografia

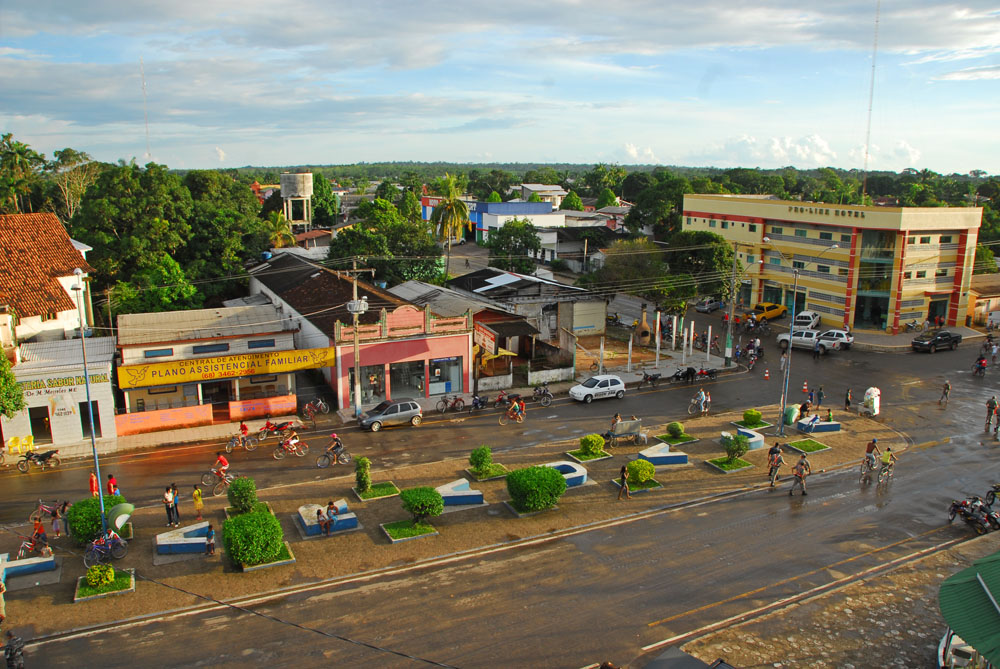
Avenida Antônio Frota, Tarauacá, Acre

Segundo dados de 2014, sua população é de 38 201 habitantes, na proporção de 51,62% urbana, cerca de 16 608 pessoas; e 48,38% rural, cerca de 15 563 pessoas.
Sua densidade demográfica é de 1,48 habitantes por quilômetro quadrado.

### Problemas socioambientais
Devido aos altos índices de devastação florestal, em 9 de novembro de 2023, o município de Tarauacá foi incluído na relação de municípios situados no bioma Amazônia considerados prioritários pelo governo federal para ações de prevenção, controle e redução dos desmatamentos e degradação florestal.

## Política e administração
Sendo um município do Brasil, Tarauacá é administrada por dois poderes, o executivo e o legislativo, independentes e harmônicos entre si. O primeiro é representado pelo prefeito, auxiliado pelo seu gabinete de secretários e eleito pelo voto popular para um mandato de quatro anos, sendo permitida uma única reeleição para mais um mandato consecutivo, enquanto que o segundo é representado pela Câmara Municipal de Tarauacá, órgão colegiado de representação dos munícipes que é composto por vereadores também eleitos por sufrágio universal.
As atuais autoridades que ocupam cargos da organização político-administrativa de Tarauacá são as seguintes (data: 12 de novembro de 2023):
- Prefeita: Maria Lucinéia Nery de Lima Menezes - PDT (2021/-)[10]
- Vice-prefeito: Raimundo Maranguape de Brito - PSD (2021/-)[10]
- Presidente da Câmara: Pedro Claver de Souza Freire - PSD (2023/-).[10][11]

## Economia
A base econômica do município de Tarauacá se fundamenta na agricultura, pecuária, pesca e no extrativismo de borracha e madeira, para exportação. Conta, ainda, com pequenas indústrias de móveis, cerâmicas e artefatos de cimento, mas a base da economia ainda é o funcionalismo público. Embora, ano após ano, a participação deste diminua na composição econômica.

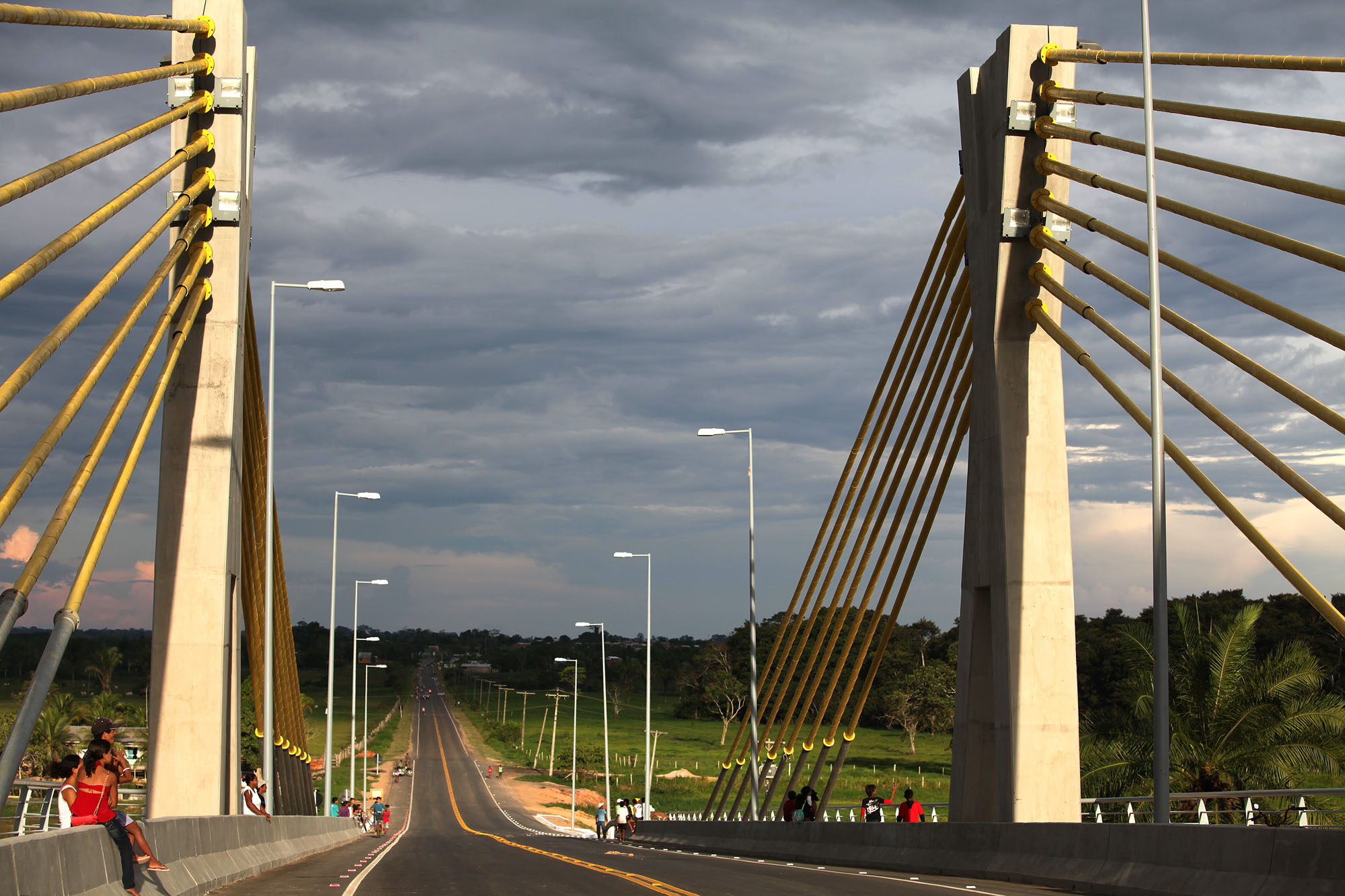
Ponte da Liberdade, sobre o Rio Tarauacá, Tarauacá, Acre

|                                                                                |        |
| \| Serviços \| 66,5 % \| \| Agropecuária \| 24,7 % \| \| Indústria \| 8,8 % \| |        |
| Serviços                                                                       | 66,5 % |
| Agropecuária                                                                   | 24,7 % |
| Indústria                                                                      | 8,8 %  |

## Religião
Religião no Município de Tarauacá segundo o censo de 2010.
| Religião            | %    |
| ------------------- | ---- |
| Catolicismo         | 72,1 |
| Protestantismo      | 20,6 |
| Religiões indígenas | 2,2  |
| Outras              | 0,5  |
| Sem religião        | 4,6  |

## Infraestrutura

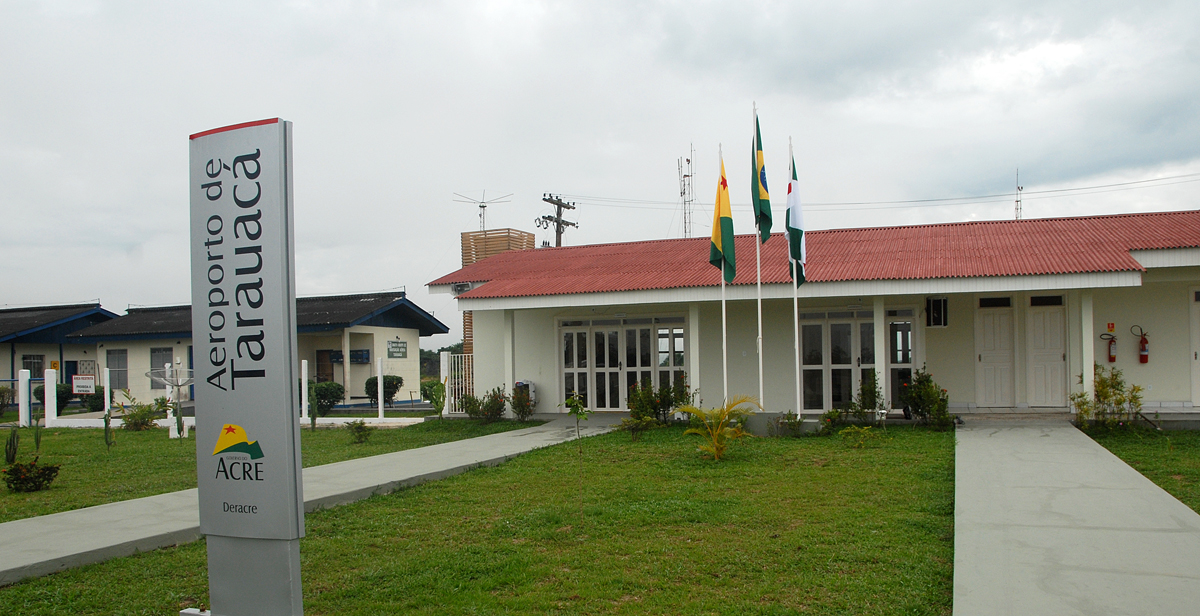
Aeroporto de Tarauacá

Dispõe de correios, bancos (Banco do Brasil, Caixa Econômica Federal,  e Banco da Amazônia), rede de celulares de diversas operadoras, internet ADSL, rádio, uma emissora de televisão por satélite, centros de saúde e um hospital além de contar periodicamente com atendimento feito pelo barco-hospital da Secretaria de Saúde do Estado.
O município, que sofria isolamento por causa das precárias condições da BR-364, agora conta com ligação permanente pela rodovia ao restante do país. A maior parte de suas relações econômicas dá-se com o município de Feijó, devido a sua relativa proximidade (cerca de 48 quilômetros). O transporte fluvial é sazonal, devido à variação do nível das águas do Rio Tarauacá. No município localiza-se o terceiro mais movimentado aeroporto do Acre, o Aeroporto de Tarauacá.

## Biblioteca
- Biblioteca Pública Estadual Anselmo Marinho Lessa[14]
- Biblioteca Pública Municipal